# Anonymitet
Anonymitet (från gr. ανωνυμία sv. "Utan namn", från början "Utan lag") innebär att den personliga identiteten eller annan identifieringsinformation om personen inte är känd för någon (till exempel när det gäller äldre verk), eller bara för ett fåtal. Då en upphovsman är anonym och det också saknas pseudonym används ofta termen N.N. som ersättning för namnet. 
Ordet anonym används också när skrivaren inte vill uppge sitt riktiga namn, eller när den inte uppger någon pseudonym. Enklare tidningar som riktar sig till yngre läsare brukar använda anonym när personen inte uppger något namn. Leonard Bygdéns "Svenskt anonym- och pseudonymlexikon" är en förteckning över författare som skrivit anonymt eller under pseudonym. Den är en oumbärlig källa inom sitt område.
Anonymmästare brukar man i konsthistorien benämna en konstnär vars verkliga namn är okänt, men som fått namn efter karaktären på sina verk, t.ex. motiv Mästaren av Marias levnad eller ett centralt verk i sin produktion Ottravadsmästaren. Denna typ av i efterhand tillskapade namn benämns även anonymnamn.

## Datakommunikation
Genom olika fenomen kopplade till internet har möjligheten att uppträda anonym fått en ny betydelse. En person kan vilja uppträda anonym eller under pseudonymer som inte tredje part kan koppla till hennes identitet för att kunna diskutera frågor kring vilka det finns starka känslor utan att bli trakasserad, eller till exempel hälsoproblem utan att det påverkar anställningsmöjligheter. Anonymitet kan vara särskilt viktig för visselblåsare.
Många datorprogram som skapar dokument lägger in information som de flesta användare inte är medvetna om. Det kan vara frågan om användarnamn och kontaktinformation som man kanske vill ha med ibland, men som kan finnas inbäddat i det binära formatet också då den inte skall visas. HTTP-protokollet för webben ger möjlighet att specificera vilka dataformat och språk användaren föredrar, och i allmänhet uppges operativsystemets och webbläsarens version; dessa kan användas för att identifiera användaren. Interaktiva webbsidor erbjuder ytterligare möjligheter.
För att kunna trygga anonymitet används en mängd kryptologiska tekniker och andra åtgärder. Det finns anonymiserande servrar som plockar bort användarnas IP-adress, personlig information, såsom namn och e-postadress, och diverse annat särskilt problematiskt data ur meddelanden, och där det behövs ersätter dem med lämpligt omskrivna versioner (se t.ex. NAT). En del sådana servrar tillåter varaktiga pseudoidentiter, till exempel genom pseudonymer.
Redan vid millennieskiftet 2000 hade det visat sig att man genom att analysera måttlig mängd text av en person skriven under olika pseudonymer, med hög sannolikhet kunde koppla ihop pseudonymerna. Inom lingvistik-disciplinen stylometri har man kunnat koppla ihop författare som publicerat sig under okänd pseudonym med deras riktiga identitet. Ifråga om diskussionsforum på internet kan man koppla ihop två pseudonymer som tillhör samma individ, i en lista på hundratals pseudonymer, förutsatt att vardera skrivit några tusen ord. Bland miljoner användare kan man åtminstone få en kortare lista på pseudonymer som kan tänkas hänga ihop. Med stylografiska tekniker som var vedertagna vid millennieskiftet och anpassade till professionellt redigerat och korrekturläst material kunde man inte ännu koppla meddelanden på bara hundratals ord till en känd identitet. Det är troligt att teknikerna blir väsentligt mer effektiva om man använder all tillgänglig information.
De stylometriska teknikerna går ut på att utnyttja syntaktiska och semantiska egenheter, såsom vokabulär, längd på meningar och stycken, användning av skiljetecken och så vidare, respektive användningen av olika koncept och begrepp och den språkliga formen med vilka de behandlas. Ifråga om datakommunikation tillkommer möjligheten att utnyttja layout, egenheter och skrivfel, som i publicerade verk studerade av stylometrikerna förenhetligats eller rättats innan utgivning.
En person som skriver på internet under eget namn och olika pseudonymer, eller under pseudonymer varav någon går att koppla till hennes identitet, kan alltså identifieras vad gäller alla pseudonymerna, av vem som helst som har tillgång till skriverierna och lämplig programvara.
Vid sidan av de stylografiska teknikerna finns alla möjligheter som erbjuds dem som upprätthåller servrar från vilka en persons webbläsare hämtar innehåll. Företag som erbjuder reklamer på många webbplatser kan få en ganska god bild av en användares behov och intressen, utan att behöva ha tillgång till några texter skrivna av personen. I många fall går denna profil att koppla ihop med personuppgifter.
Företag och andra som vill identifiera visselblåsare har ytterligare verktyg till sitt förfogande. Många skrivare märker utskrifterna med näst intill osynliga koder, som kan användas för att identifiera skrivaren ifråga. Konfidentiella dokument – eller upphovsrättsskyddade verk – kan distribueras så att exemplaren skiljer sig något från varandra, varvid den som ursprungligen distribuerat dem kan se vilket exemplar en viss kopia härstammar från.